# Kanton Montigny-sur-Aube
Montigny-sur-Aube is een voormalig kanton van het Franse departement Côte-d'Or. Het kanton maakte deel uit van het arrondissement Montbard. Het werd opgeheven bij decreet van 18 februari 2014, met uitwerking op 22 maart 2015. Alle gemeenten werden toegevoegd aan het kanton Châtillon-sur-Seine.

## Gemeenten
Het kanton Montigny-sur-Aube omvatte de volgende gemeenten:
- Autricourt
- Belan-sur-Ource
- Bissey-la-Côte
- Boudreville
- Brion-sur-Ource
- La Chaume
- Courban
- Gevrolles
- Les Goulles
- Grancey-sur-Ource
- Lignerolles
- Louesme
- Montigny-sur-Aube (hoofdplaats)
- Riel-les-Eaux
- Thoires
- Veuxhaulles-sur-Aube